# ابن لؤلؤ ذهبی
بدرالدین، یوسف بن لؤلؤ ذهبی شهرت‌یافته به ابن لؤلؤ ذهبی (۱۲۱۰ - ۱۲۸۰م) ادیب، شاعر شامی در سدهٔ هفتم هجری بود. او را ادیبی ظریف‌گو و شاعری آرایه‌گرا توصیف کرده‌اند که در جِناس مهارت داشت و بیشتر شعرش در نسیب و وصف است.